# Gralha-de-bico-grosso

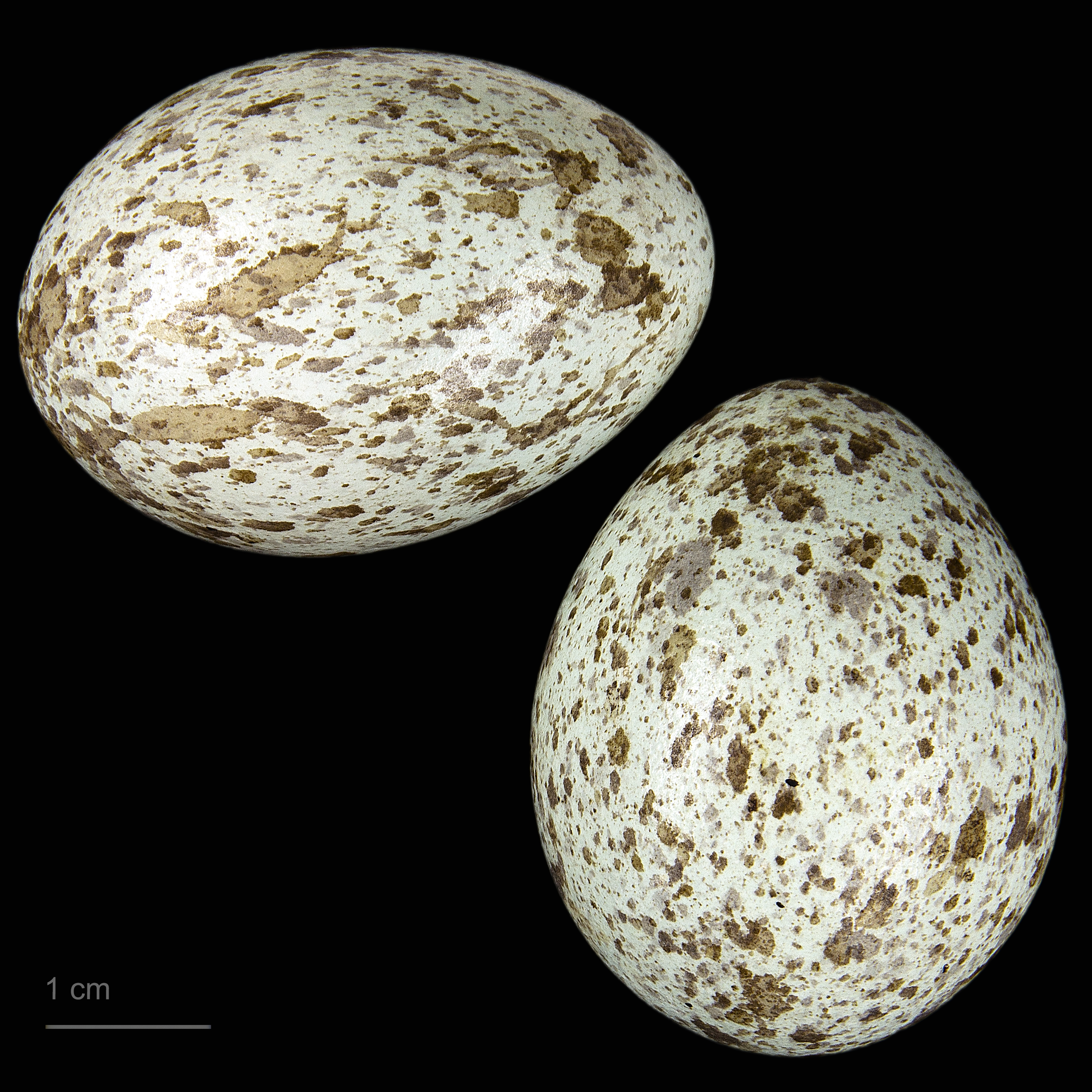
Corvus macrorhynchos - (MHNT)

A gralha-de-bico-grosso (Corvus macrorhynchos) distribui-se, ao contrário do Corvo, por toda a Ásia tropical. Ocorre também no leste asiático, estendendo-se a norte até à Manchúria.